# Woongarrah
Woongarrah est une ville-banlieue australienne située dans la zone d'administration locale de la Côte centrale en Nouvelle-Galles du Sud.

## Géographie
La localité est située à 50 km au sud de Newcastle et comprend une partie de la zone de développement Warnervale.
Il se compose principalement de paddocks et de propriétés rurales, mais au cours des dernières années, il a été urbanisé, avec des lotissements en cours d’établissement, tout comme la banlieue voisine Hamlyn Terrace ainsi qu’une gare prévue, et un centre-ville de premier plan. Les centres commerciaux les plus proches de Woongarrah sont Lakehaven Shopping Centre et Westfield Tuggerah.

## Histoire
Woongarrah fait partie du comté de Wyong jusqu'en 2016, date à laquelle ce dernier est supprimé et rattaché au conseil de la Côte centrale.

## Démographie
| 2006  | 2011  | 2016  | 2021  |
| ----- | ----- | ----- | ----- |
| 3 322 | 4 507 | 5 226 | 5 962 |